# Varázséji Béla
Varázséji Béla (Vác, 1864. április 8. – Vác, 1939. május 25.) kánonjogi doktor, prelátus-kanonok. Id. Varázséji Gusztáv fia, ifj. Varázséji Gusztáv bátyja.

## Élete
1886. szeptember 3-án szentelték pappá. Káplán volt Újpesten és 1888-tól ugyanott hitoktató. 1889-ben tett kánonjogi doktorátust a budapesti tudományegyetemen, 1904-ben szentszéki tiszteletbeli tanácsossá választották. 1905-től az Újpesti Egek Királynője főplébánia plébánosa volt, ottani szolgálata során a templomot kibővíttette és javarészt újonnan berendeztette. 1909-ben csuti címzetes prépost lett. Ő alakította meg a Katolikus Legényegyletet, ennek elnöke is volt. Részt vett Katolikus Kör megalakításában, ahol felolvasásokat tartott, ezen kívül alakított egyházzenei és énekkört is. 1917-ben kanonok lett.
Szerkesztette a Váci Közlöny című hetilapot 1892. július 17. és december 24. között, 1894. január 4-től 1896. január 12-ig a lap felelős szerkesztője volt, 1892. július 15-től pedig kiadó-laptulajdonos, 1893. január 1-től laptulajdonos. Kiadta a havonta megjelenő Újpesti Katholikus Egyházi Tudósítót 1916. január 1-től 1917. december 1-ig. Álneve: Kis Plutó (Váci Közlöny)

## Írásai
- Váci pályák, váci babérok (Vác, 1940: Matzenauer Oszkár emlékezete; Víz Zoltán emlékezete)
- Gyászbeszéd, melyet Erzsébet kir-né ő felsége (1857. dec. 24. – 1898. szept. 10.) elhunyta alkalmából az újpesti r. k. tp-ban 1898. IX. 17. tartott. Vác, 1899.
- A váci Rókus-kápolna története. Vác, 1930. (Váci népiratkák 3.)